# Fly100%
Лу Вэйля́н (кит. упр. 陆维梁, пиньинь Lù Wéiliáng, род. 13 февраля 1987, Наньнин), также известный под ником Fly100% — китайский киберспортсмен по Warcraft III за расу орков.

## Карьера
Fly100% становится одним из лучших орков мира в составе немецкой профессиональной команды Mousesports. Сотрудничество с Mousesports началось ещё в 2006 году, когда Лу Вэйлян выступал за команду Hacker. Уже в то время Fly100% входил в десятку лучших игроков мира, два раза подряд выиграв в турнире CEG.
В 2008  и 2009  годах он выиграл несколько крупных турниров, включая первый сезон лиги NiceGameTV, EM 4 Global Challenge в Китае, IEF 2009 в Южной Корее. По итогам 2008 года Лу Вэйлян занимает четвёртое место среди лучших игроков года по версии GosuGamers WarCraft Awards 2008.
В конце 2009 года Fly100% переходит в состав китайской команды EHOME.

## Происхождение ника
Некоторое время Лу Вэйлян использовал ники Butterfly и Ichigo100%. Позже он решил, что оба имени слишком длинные, и решил их объединить, в дальнейшем выступая под ником Fly100%.

## Достижения
2008 год
- CEG Shaoxing Tour (Китай, Шаосин) — 1450 $
- Race War Season III — 531 $
- NiceGameTV All-Star — 3000 $
- NiceGameTV League Season 1 — 12 000 $
- Make Games Colorful 2008 (Китай, Ухань) — 3650 $
- CEG Beijing Tour (Китай, Пекин) — 725 $
- CEG Chengdu Tour (Китай, Чэнду) — 1450 $

2009 год
- ESWC Masters Cheonan (Южная Корея, Чхонан) — 1000 $
- PGL Championship Challenge (Китай, Пекин)
- EM 4 Global Challenge Chengdu (Китай, Чэнду) — 5000 $
- IEF 2009 (Южная Корея, Сувон) — 10 000 $
- World Cyber Games 2009 (Китай, Чэнду) — 6000 $

2012 год
- World Cyber Games 2012 (Китай, Куньшань) — 6000 $